# 六華亭遊花
六華亭 遊花（ろっかてい ゆうか、4月18日 - ）は、日本の落語家、アナウンサー、女優。旧芸名：かわのめえりこ、川野目亭南天。落語芸術協会仙台事務所所属。
岩手県遠野市出身。岩手県立花巻南高校、宮城学院女子大学日文学科卒業。

## 来歴
大学在学時にNHK仙台放送局の専属パーソナリティーとして活動を開始し、地域情報番組を中心にアシスタント、レポーターとして活動。
近年は舞台女優としての活動にも力を入れており、「かわのめえりこ実験劇場」などの小劇場公演や「23世紀☆仙台☆恋愛のススメ」「ラン・フォーユア・ワイフ」「リタの教育」での主演を務めている。
話し方教室の講師を経て1997年12月、東方落語に入門、落語家「川野目亭南天」としても東北を中心に活動。2006年4月、東方落語の真打に昇進。
2010年6月、落語芸術協会に認められ三代目三遊亭遊三一門となり、魅知国仙台寄席にレギュラー出演する。2012年4月、大震災があった東北六県が花開くように、との願いを込め六華亭遊花と改名。三遊亭遊三、三遊亭小遊三を仙台に招き改名披露興行を行う。
2014年10月中席新宿末広亭出演。魅知国仙台寄席（仙台花座）、魅知国山形寄席ほかに出演中。
2018年12月、第73回文化庁芸術祭優秀賞。
2019年2月1日付で、落語芸術協会に客員演者として加入する。

## 出演番組
現在
- 民謡をどうぞ（NHK仙台放送局製作・東北6県のNHKラジオ第1とNHK-FMで放送）
- ラジオ魅知国寄席（TBCラジオ 毎週土曜日 7:10 - 7:40）
- 六華亭遊花のラジオ魅知国寄席 （IBCラジオ 毎週土曜日19:30 - 20:00） - TBCラジオとは別内容。
- ロジャー遊花のあるあるあ～る（ラジオ3 毎週火曜日12:00 - 14:00）
- ホームケア土屋プレゼンツ Care Giva!（Date fm、毎週木曜日11:45-11:55）

過去
- 東北発見 みちのく生活塾（NHK仙台）
- COLORS（TBCラジオ）
- ロジャー大葉のラジオな気分（TBCラジオ）
- 仙台食べ歩き～いま・むかし（Date fm）